# Štěnovický Borek
Štěnovický Borek (německy Borek bei Stienowitz) je obec v okrese Plzeň-město v Plzeňském kraji. Žije v ní 626 obyvatel.

## Historie
První písemná zmínka o vesnici pochází z roku 1379.

## Obyvatelstvo
| Rok            | 1869 | 1880 | 1890 | 1900 | 1910 | 1921 | 1930 | 1950 | 1961 | 1970 | 1980 | 1991 | 2001 | 2011 | 2021 |
| -------------- | ---- | ---- | ---- | ---- | ---- | ---- | ---- | ---- | ---- | ---- | ---- | ---- | ---- | ---- | ---- |
| Počet obyvatel | 478  | 448  | 454  | 463  | 493  | 479  | 502  | 398  | 429  | 407  | 322  | 304  | 303  | 501  | 638  |
| Počet domů     | 57   | 65   | 63   | 62   | 72   | 78   | 87   | 103  | 98   | 104  | 100  | 122  | 122  | 160  | 187  |

## Obecní správa
Mezi lety 1850–1920 patřil Štěnovický Borek jako osada obce k Čižicím v okrese Plzeň. V letech 1921–1960 byly obcí v okrese Plzeň (1921–1930), posléze v okrese Plzeň-okolí (1950) a později v okrese Plzeň-jih. V letech 1960–1990 patřily znovu jako část obce k Čižicím a od 1. září 1990 je opět samostatnou obcí. Do konce roku 2006 byla obec součástí okresu Plzeň-jih a 1. ledna 2007 je součástí okresu Plzeň-město.

### Části obce
- Nebílovský Borek
- Štěnovický Borek

### Obecní symboly
Dne 25. dubna 2018 bylo schváleno usnesením výboru pro vědu, vzdělání, kulturu, mládež a tělovýchovu udělení znaku a vlajky obce. Znak a vlajka byly obci uděleny rozhodnutím předsedy Poslanecké sněmovny Parlamentu České republiky dne 3. května 2018.